# Prasútag
Prasútag (en llatí Prasutagus) va ser rei de la tribu celta-britona dels icens, que vivien prop de l'actual Norfolk, i vassall dels emperadors romans Claudi i Neró. La seva esposa era la reina Boudica. Va viure durant el segle i.
Després de la conquesta romana de l'illa de Britànnia dirigida per l'emperador Claudi, l'any 43, els icens es van aliar voluntàriament amb els romans. L'any 47 es van rebel·lar contra l'autoritat del governador romà de l'illa, però la revolta va ser reprimida i és possible que fos llavors quan Prasútag va ser col·locat en el tron a canvi de la promesa de servir a Roma.
En morir de malaltia, l'any 60 o 61, va deixar soles a la seva dona, la reina Boudica i a les seves dues filles. Abans de morir, havia deixat part de la seva herència a l'emperador Neró, el successor de Claudi, pensant que així la seva família rebria un bon tracte i es permetria que les seves filles governessin les seves terres. El governador romà de l'illa Gai Suetoni Paulí, això no obstant, va creure que la terra havia de passar immediatament a mans romanes, donat que no hi havia un hereu (tot i que els celtes creien que la dona podia governar en iguals condicions que un home, els romans no pensaven el mateix). Es va apropiar de totes les propietats, i les filles de Prasútag van ser brutalment maltractades i violades. Quan la reina Boudica va protestar, la van assotar.
Això va provocar que Boudica incités a les seves tribus i a les dels voltants a llançar-se en una ferotge rebel·lió contra els romans, coneguda com la Revolta de Boudica. Els britons rebels van cremar Colchester i van destruir totalment Londres, matant a tot romà que van trobar i també als britons pro-romans. Els informes romans, exagerats segurament, van elevar el nombre de morts a setanta mil. Finalment, Boudica va ser derrotada per l'exèrcit romà i va decidir suïcidar-se.
L'illa, que semblava pacificada, no ho estava en absolut, i els romans van haver de refer-ho tot. La tasca va ser encara més difícil a causa del fet que el govern de Neró va acabar de forma caòtica, i durant algun temps la política interior romana va fer que fos impossible tota acció militar a gran escala.